# ان‌جی‌سی ۱۰۵۵
ان‌جی‌سی ۱۰۵۵(به انگلیسی: NGC 1055) یک کهکشان مارپیچی در صورت فلکی نهنگ است که توسط ویلیام هرشل کشف شد.